# فلاديمير يورشينكو
فلاديمير يورشينكو (بالروسية: Юрченко, Владимир Васильевич)‏ هو لاعب كرة قدم بيلاروسي في مركز الهجوم، ولد في 26 يناير 1989 في موجيلوف في بيلاروس. شارك مع منتخب بيلاروسيا تحت 21 سنة لكرة القدم ومنتخب روسيا البيضاء تحت 23 سنة لكرة القدم. أما مع النوادي، فقد لعب مع توربيدو جودينو ودينامو برست ودينامو مينسك وشاختيور سوليجورسك ونادي ساتورن رامنسكوي.

## وصلات خارجية
- فلاديمير يورشينكو على موقع الاتحاد الأوربي (الإنجليزية)
- فلاديمير يورشينكو على موقع قاعدة بيانات كرة القدم.إي يو (الإنجليزية)
- فلاديمير يورشينكو على موقع Soccerway.com (الإنجليزية)